# (32382) 2000 QE187
2000 QE187 (asteroide 32382) é um asteroide da cintura principal. Possui uma excentricidade de 0.13906220 e uma inclinação de 11.98513º.
Este asteroide foi descoberto no dia 26 de agosto de 2000 por LINEAR em Socorro.